# Ліл Мікела
Мікела Соуса, або Ліл Мікела, - вигаданий персонаж, створений компанією Brud із Лос-Анджелесу. Проект розпочався у 2016 році як Instagram-профіль. Цей акаунт являє собою вигадану розповідь, яка представляє Мікелу як розумного робота та модель, що конфліктує з іншими цифровими проектами, рекламуючі різні бренди, в першу чергу в моді. В якості маркетингового інструменту, Ліл Мікела представила свої рекомендації для стилю стріт та розкішних брендів, таких як Calvin Klein та Prada. До квітня 2018 року акаунт набрав понад мільйон підписників.

## Історія створення
Персонаж Мікела - це підліткова модель Instagram з міста Дауні, Каліфорнія. Перший пост Мікели в Instagram був зроблений 23 квітня 2016 року. За чутками, британська модель Емілі Бадор, стала прототипом Мікели; Бадор відкрито визнала фізичну схожість між собою та персонажем.
У квітні 2018 року компанія Brud оголосила, що вона є творцем як персонажа, так і акаунта Instagram.

## Активність в Інтернеті
Мікела фотографується з багатьма знаменитостями, серед яких Діпло, Моллі Сода, Міллі Боббі Браун, Ніл Роджерс, Шейн Доусон та Саманта Урбані. На її рахунку декілька інтерв’ю та  ряд публікацій з такими виданнями як:  Refinery29, Vogue, Buzzfeed, v-files, Nylon, Guardian, Business of Fashion та The Cut. Вона з’явилася на обкладинці Highsnobiety у квітні 2018 року. У лютому 2018 року Мікела разом з  Prada здійснили Instagram takeover (обмін акаунтами на нетривалий час) в рамках Міланського тижня моди. 16 травня вона знялася в мультиплікаційній рекламі для Calvin Klein з Беллою Хадід.
У квітні 2018 року другий, подібний персонаж, відомий як Бермуда "зламав" обліковий запис Мікели, видаливши всі її фотографії та замінивши їх на свої фотографіями. Лілі Мікела та Бермуда, як виявилося пізніше, були  персонажами, створеними Тревором МакФедрісом та Сарою Деку з компанії Brud. Тоді двоє онлайн-персонажів почали публікувати фотографії разом, і врешті-решт акаунт повернувся в керування командою Мікели. Ця розповідь позиціонувала Мікелу як активістку за соціальну справедливість, що здалося декілька проблематичним, коли це розглядалося в поєднанні з використанням Мікели як  маркетингового інструменту.

## Музична кар'єра
Тревор МакФедріс, співзасновник компанії Brud, є музичним продюсером і діджеєм, відомим як Юнг Скітер. Використання Мікели як віртуального музиканта порівняно з британським віртуальним музичним гуртом Gorillaz та  японською віртуальною співачкою Хацуне Міку. У серпні 2017 року Мікела випустила свій перший сингл «Не мій».
Микела випустила кілька пісень з моменту свого дебютного альбому "Не мій", серед яких "Ти повинен бути один", "Над тобою", "Прямо назад" та співпраця з Бауером під назвою "Ненавидь мене". 31 липня вона випустила два нових сингли під назвою "Money" та "Sleeping In".

## Додаткові посилання
- Lil Miquela в Instagram [Архівовано 7 грудня 2019 у Wayback Machine.]